# Lukáš Kunst
Lukáš Kunst (* 17. ledna 1979, Třebíč) je český kastelán na Karlštejně a herec.

## Biografie
Lukáš Kunst se narodil v Třebíči, ale vyrůstal v Jaroměřicích nad Rokytnou. Od 15 let působil na různých historických památkách (Bítov, Pernštejn, Buchlov, Bouzov, Rožmberk, Jaroměřice nad Rokytnou) jako průvodce a od roku 1998 i na Karlštejně. Po absolvování střední školy vystudoval Vysokou školu hotelovou v Praze (v oboru marketing a management). Působil jako kastelán na zámku v Žirovnici a jako zástupce kastelána na hradě Křivoklát. V roce 2009 se stal zástupcem kastelána Jaromíra Kubů na hradě Karlštejn a od roku 2019 nastoupil na jeho místo.
Celý život se věnuje divadlu, působil v souboru Ty-já-tr, na různých letních představeních na zámcích či hradech, od roku 2006 působí v divadle Semafor. Hrál v několika filmech či seriálech. V roce 2016 byl garantem projektu Lucemburský rok.